# Notre-Dame vue du quai Henri IV
Notre-Dame vue du quai Henri IV est un tableau réalisé par le peintre français Henri Rousseau en 1909. Cette huile sur toile est un paysage urbain représentant la cathédrale Notre-Dame de Paris aperçue depuis le quai Henri-IV, à Paris. Elle est conservée au sein de la Phillips Collection, à Washington.